# StarUML
StarUML is een opensource-programma voor het maken van UML-diagrammen op Linux, macOS en Windows. Het is beschikbaar onder een aangepaste versie van de GPL. Het doel van het StarUML project is het ontwikkelen van een UML-programma dat een volwaardig alternatief is voor commerciële software zoals Rational Rose en Together. StarUML ondersteunt UML 2.0 en model driven architecture. Het programma is voornamelijk geschreven in Delphi. Het is later herschreven en uitgekomen met een propriëtaire licentie.

## Geschiedenis
De oorspronkelijke naam van het programma was Plastic of Agora Plastic. De eerste uitgebrachte versie was versie 0.9 in 1996. Het was destijds een vrij eenvoudig programma waarmee afhankelijkheden tussen softwaremodules konden worden gemodelleerd. In 1997 volgde versie 1.0 als freeware. Deze versie ondersteunde object-modeling technique, een voorganger van UML.
In 1998 kwam versie 1.1 waarin het mogelijk was UML klassendiagrammen te modelleren. In 2000 werd Plastic 2.0 uitgebracht met ondersteuning voor UML, het genereren van Java broncode en reverse engineering. In de versies die volgenden werd de ondersteuning voor de beschikbare UML-standaard toegevoegd, namelijk voor UML 1.3 (in Plastic 3.0, 2001) en UML 1.4 (in Plastic 2003, 2003). Plastic 2003 was een geheel opnieuw ontworpen en herschreven versie.
In 2005 volgde Agora Plastic 2005 met ondersteuning voor andere talen. In datzelfde jaar werd het programma hernoemd naar StarUML 5.0 en veranderde het in een opensourceproject. Ook werd ondersteuning voor UML 2.0 toegevoegd.